# Болдуин, Фрэнк

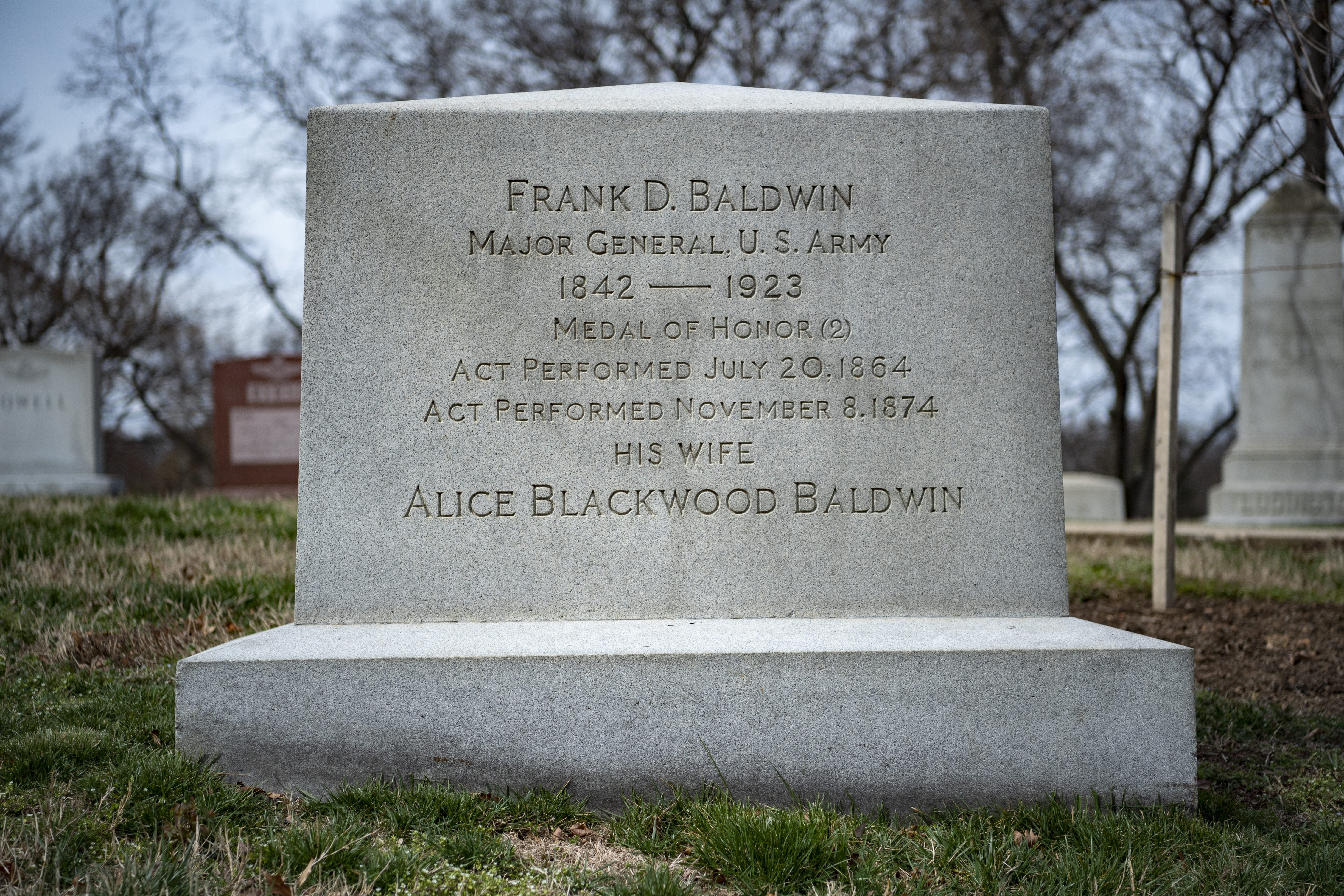

Фрэнк Дуайт Болдуин (англ. Frank Dwight Baldwin; 26 июня 1842 — 22 апреля 1923) — офицер армии США,  участник Гражданской войны, Индейских войн и Испано-американской войны. Является одним из 19 военнослужащих США, получивших Медаль Почёта дважды.

## Биография
Фрэнк Болдуин родился в деревне Манчестер, округ Уоштено, штат Мичиган, в 1842 году.  Во время Гражданской войны служил в 19-м Мичиганском пехотном полку, первоначально в звании первого лейтенанта, сражаясь во всех боях своего полка с 1862 по 1865 год. В 1864 году он участвовал в Атлантской кампании. За храбрость, проявленную 20 июля 1864 года в сражении при Пичтри-Крик, был награждён Медалью Почёта.
После окончания Гражданской войны вступил в 19-й регулярный пехотный полк армии США в качестве второго лейтенанта в 1866 году. 8 ноября 1874 года, командуя разведывательной ротой, Болдуин неожиданно напал на лагерь вождя южных шайеннов Седой Бороды, спасая двух молодых сестёр, чьи родители и братья были убиты другой индейской группой. Он был награждён второй Медалью Почёта за свои действия. Но согласно  Билли Диксону, индейцы оставили девочек в прерии и кавалеристы, во главе с Болдуином, просто подобрали их.
Участвовал в войне за Чёрные Холмы. 29 ноября полковнику Нельсону Майлзу стало известно расположение лагеря лидера враждебных индейцев Сидящего Быка и он отправил Болдуина с тремя ротами в погоню за ним. 18 декабря 1876 года Болдуин атаковал индейский лагерь, лакота потеряли много провизии и имущества, 60 лошадей и мулов, 90 типи и одного человека убитым. Полковник признал его действия удачными и остался доволен его успехом. 
Болдуин также служил на Филиппинах во время Испано–американской войны. 9 июня 1902 года он был произведён в бригадные генералы регулярной армии США, а в 1906 году в генерал-майоры и позднее, вышел в отставку. 
Во время Первой мировой войны Болдуин служил генерал-адъютантом Национальной гвардии Колорадо. Назначенный на этот пост в 1917 году, он служил до выхода в отставку в 1919 году.
Фрэнк Болдуин умер в Денвере, штат Колорадо, 22 апреля 1923 года и похоронен вместе со своей женой Элис на Арлингтонском национальном кладбище.